# Autodiscipline
L'autodiscipline est un sous-branche de la discipline, elle renvoie à un ensemble de règles que l'on s'applique à soi-même. Elle se distingue de la discipline scolaire ou militaire par l’absence de contrainte ou d'aide d'un ou plusieurs tiers.

## Histoire
L'autodiscipline est un principe central de la pédagogie Montessori : elle fait appel au bon sens de l'enfant et à la compréhension de son propre intérêt pour maintenir l'ordre et le calme dans la classe ou dans une salle d'étude,.

## Physiologie
La discipline serait liée au circuit de réponse dopaminergique, ainsi qu'à l'activité de l'hémisphère droit (ou dominant) du cerveau.

## Caractéristiques

### L'habitude
L'un des principes fondateurs de l'autodiscipline est l’acquisition de nouvelles habitudes. L'apprentissage de nouvelles habitudes passe par système, celui de la récompense et celui de la sanction. Cette dernière étant plus sujet à caution car elle ne responsabilise pas l'individu.

### La motivation
Une motivation permanente pour atteindre de nouveaux objectifs et habitudes semble un facteur important.

### Lutte contre la procrastination
L'autodiscipline pourrait aussi être améliorer par des conduites d'évitement visant à chasser la procrastination et les distractions .

### Une capacité d'autodiscipline limitée
Souvent comparée à un muscle, l'autodiscipline serait épuisable et pourrait diminuer au cours de la journée se "régénérant" pendant la nuit.

## Controverses
Aujourd'hui, l'autodiscipline est lié au développement personnel, elle fait donc l'objet de nombreuses controverses. D'une part, par le nombre faible de recherches scientifiques robustes sur le sujet. D'autre part, par les dérives globales du développement personnel, promettant parfois des résultats impossibles comme étant une industrie du bonheur et un miroir aux alouettes.